# Mudong
Mudong (kinesiska: 木洞, 木洞镇) är en köping i sydvästra Kina. Den ligger i stadsdistriktet Banan  i storstadsområdet Chongqing, omkring 26 kilometer öster om det centrala stadsdistriktet Yuzhong. Antalet invånare är 36 704. Befolkningen består av 18 100 kvinnor och 18 604 män. Barn under 15 år utgör 9,0 %, vuxna 15-64 år 73 %, och äldre över 65 år 17,0 %.